# Grækenland ved sommer-OL 2020
Grækenland deltager under Sommer-OL 2020 i Tokyo som bliver afviklet i perioden 23. juli til 8. august 2021.

## Medaljer
| 2020 Tokyo | Guld | Sølv | Bronze | Total |
| Grækenland | 2    | 1    | 1      | 4     |

### Medaljevinderne
| Grækenland under sommer-OL 2020 i Tokyo | Grækenland under sommer-OL 2020 i Tokyo | Grækenland under sommer-OL 2020 i Tokyo | Grækenland under sommer-OL 2020 i Tokyo | Grækenland under sommer-OL 2020 i Tokyo |
| Medalje                                 | Navn | Sport                                   | Event                                   | Dato                                    |
| --------------------------------------- | --- | --------------------------------------- | --------------------------------------- | --------------------------------------- |
| Guld                                    | Stefanos Ntouskos | Roning                                  | Mændenes singlesculler                  | 30. juli                                |
| Guld                                    | Miltiadis Tentoglou | Atletik                                 | Mændenes længdespring                   | 2. august                               |
| Sølv                                    | Grækenlands Vandpolohold- Stylianos Argyropoulos - Georgios Dervisis - Ioannis Fountoulis - Konstantinos Galanidis - Konstantinos Genidounias - Konstantinos Gkiouvetsis - Marios Kapotsis - Christodoulos Kolomvos - Konstantinos Mourikis - Alexandros Papanastasiou - Dimitrios Skoumpakis - Angelos Vlachopoulos - Emmanouil Zerdevas | Vandpolo                                | Men's tournament                        | 8. august                               |
| Bronze                                  | Eleftherios Petrounias | Gymnastics                              | Mændenes ringe                          | 2. august                               |